# ちゅピCOMひろしま
株式会社ちゅピCOMひろしま（ちゅピコムひろしま）は、かつて広島県広島市の一部、安芸郡府中町の一部をサービスエリアとして存在していた中国新聞グループのケーブルテレビ局である。旧社名は株式会社ひろしまケーブルテレビ。通称は元々「HICAT（ハイキャット）」だったが、2015年から同じく中国新聞グループのちゅピCOMふれあいやちゅピCOMおのみちと共に「ちゅピCOM（ちゅぴコム）」の愛称も使用し、本局は「ちゅピCOMひろしま」と呼称していた。2020年10月1日をもって広島市中区のちゅピCOMふれあいと合併し法人格としては消滅した。
本記事では、ちゅピCOMふれあいとの合併前（2020年9月30日まで）の状況について解説する。

## サービスエリア

### 本局
- 広島県広島市東区
- 広島県広島市南区
- 広島県安芸郡府中町

### 安佐南支局
- 広島県広島市安佐南区

### 自社以外の配信先
- メガ・エッグ光テレビ（エネルギア・コミュニケーションズ）
  - 広島県広島市（全8区）
  - 広島県廿日市市
  - 広島県呉市
  - 広島県安芸郡府中町
  - 広島県安芸郡海田町
  - 広島県安芸郡熊野町
  - 広島県安芸郡坂町の各一部

- A.CITYヒルズ&タワーズ管理組合
  - 広島県広島市安佐南区西風新都（A.CITY）

## 所在地
- 本社・本局 - 広島県広島市南区出汐2丁目3番24号
- 安佐南支局 - 広島県広島市安佐南区毘沙門台2丁目43番7号

## 沿革
- 1985年（昭和60年）12月7日 - 広島ケーブルビジョン（HBS）を設立。
- 1990年（平成2年）
  - 2月 - 広島ケーブルビジョン（HBS）が、広島市安佐南区で開局。
  - 12月17日 - 広島シティケーブルテレビ（HICAT）を設立。
- 1992年（平成4年）7月1日 - 広島シティケーブルテレビ（HICAT）が、広島市東区・南区で開局（のちに安芸郡府中町でも開局）。
- 2006年（平成18年）4月1日 - 広島シティケーブルテレビ（HICAT）が広島ケーブルビジョン（HBS）と合併し、ひろしまケーブルテレビ（HICAT）となる。
- 2010年（平成22年）1月12日 - エネルギア・コミュニケーションズと提携して広島市、廿日市市の各一部で「MEGA EGGトリプル」サービスによる番組配信サービス（メガ・エッグ光テレビ）の提供を順次開始[4]。以後サービス提供エリアを広島市、廿日市市、呉市の全域と、府中町、海田町、熊野町、坂町の各一部に拡大。
- 2012年（平成24年）12月20日 - 中国電力が中国新聞社に株式の大半を譲渡し、中国新聞社に経営権が移る。
- 2017年（平成29年）1月1日 - 「株式会社ちゅピCOMひろしま」に社名変更。
- 2020年（令和2年）10月1日 - ちゅピCOMふれあいと合併し、社名を「株式会社ちゅピCOM」に、愛称を「ちゅピCOM」に変更。合併後の本社は存続会社となる、ふれあい社が所在した中国新聞本社ビルに設置[5]。

## 主な放送チャンネル

### 地上波系列別再送信局
| NHK-G   | NHK-E   | NTV        | ANN              | JNN      | TXN | FNS          | JAITS |
| ------- | ------- | ---------- | ---------------- | -------- | --- | ------------ | ----- |
| NHK広島 | NHK広島 | 広島テレビ | 広島ホームテレビ | 中国放送 |     | テレビ新広島 |       |

### テレビ局
| アナログ | アナログ | デジタル  | 放送局                            |
| 本局     | 安佐南   | デジタル  | 放送局                            |
| -------- | -------- | --------- | --------------------------------- |
| 3        | 3        | D011(1)   | NHK広島総合                       |
| 7        | 7        | D021(2)   | NHK広島教育                       |
| 4        | 4        | D031(3)   | 中国放送                          |
| 12       | 12       | D041(4)   | 広島テレビ                        |
| 10       | 9        | D051(5)   | 広島ホームテレビ                  |
| 1        | 10       | D081(8)   | テレビ新広島                      |
| 2        | 11       | D111(11)  | HICATチャンネル                   |
| 60       | 50       | BS101     | NHK BS                            |
| 65       | 53       | BS141-143 | BS日テレ                          |
| 66       | 56       | BS151-153 | BS朝日                            |
| 67       | 54       | BS161-163 | BS-TBS                            |
| 68       | 57       | BS171-173 | BSテレ東                          |
| 69       | 55       | BS181-183 | BSフジ                            |
| 62       | 60       | BS191-193 | WOWOW                             |
|          |          | BS200     | スターチャンネル                  |
|          |          | BS211     | BS11デジタル                      |
|          |          | BS222     | TwellV                            |
| 15       |          |           | ディノスチャンネル                |
| 34       | 48       | JC701     | 中国新聞文字ニュース              |
|          |          | JC709     | 放送大学テレビ                    |
| 17       | 5        | JC710     | ショップチャンネル                |
| 14       | 2        | JC711     | QVC                               |
| 33       | 33       | JC712     | ウェザーニューズ                  |
|          |          | JC721     | フジテレビTWO                     |
|          |          | JC722     | 旅チャンネル/MONDO21              |
|          |          | JC723     | 大人の趣味と生活向上◆アクトオンTV |
|          |          | JC724     | 囲碁・将棋チャンネル              |
| 28       | 49       | JC725     | LaLa TV                           |
| 18       | 26       | JC726     | ディズニー・チャンネル            |
|          |          | JC727     | トゥーン・ディズニー              |
|          |          | JC730     | J sports ESPN                     |
| 38       | 38       | JC731     | J sports 1                        |
| 39       | 39       | JC732     | J sports 2                        |
|          |          | JC733     | J sports Plus                     |
| 43       | 43       | JC734     | スカイ・A sports+                 |
| 40       | 40       | JC735     | GAORA                             |
| 35       | 35       | JC737     | ゴルフネットワーク                |
|          |          | JC738     | ザ・ゴルフ・チャンネル            |
|          |          | JC739     | フジテレビONE                     |
|          |          | JC740     | FIGHTING TV サムライ              |
|          |          | JC741     | 釣りビジョン                      |
|          |          | JC749     | アジアドラマチックTV★So-net       |
| 23       | 23       | JC750     | チャンネルNECO                    |
|          |          | JC751     | ファミリー劇場                    |
|          |          | JC752     | 日本映画専門チャンネル            |
| 27       | 28       | JC753     | 時代劇専門チャンネル              |
| 21       | 21       | JC755     | スーパー!ドラマTV                 |
| 22       | 22       | JC756     | ムービープラス                    |
|          |          | JC757     | アクションチャンネル              |
|          |          | JC758     | ミステリーチャンネル              |
| 25       | 25       | JC763     | 衛星劇場                          |
|          |          | JC764     | 東映チャンネル                    |
|          |          | JC765     | TBSチャンネル                     |
|          |          | JC766     | テレ朝チャンネル                  |
|          |          | JC769     | V☆パラダイス                      |
| 42       | 42       | JC770     | スペースシャワーTV                |
| 44       | 44       | JC772     | MTV                               |
| 45       |          | JC774     | 歌謡ポップスチャンネル            |
| 24       | 24       | JC781     | キッズステーション                |
| 26       | 27       | JC782     | アニマックス                      |
| 31       | 31       | JC790     | 日経CNBC                          |
|          |          | JC791     | BBCワールドニュース               |
| 30       | 30       | JC792     | CNNj                              |
| 32       |          | (JC793)   | 日テレNEWS24                      |
|          | 36       | JC795     | 朝日ニュースター                  |
| 36       | 37       | JC796     | ディスカバリーチャンネル          |
| 37       |          | JC797     | アニマルプラネット                |
|          |          | JC798     | ヒストリーチャンネル              |
| 47       | 47       | JC810     | グリーンチャンネル                |
|          |          | JC811     | グリーンチャンネル2               |
|          | 46       | JC812     | SPEEDチャンネル                   |
|          |          | JC950     | プレイボーイチャンネル            |
|          |          | JC951     | レインボーチャンネル              |
|          |          | JC952     | ミッドナイトブルー                |
|          |          | JC953     | パラダイステレビ                  |
|          |          | JC954     | ピンクチェリー                    |
|          | 45       |           | 第一興商スターカラオケ            |

- デジタル放送はJC-HITSを使用
- テレビ東京系列、FMラジオ放送の再送信は行っていない。

## コミュニティーチャンネルでの主な番組（自社製作番組）
- HICATほっとニュース
- 遊YOU友
- 大ちゃんの週刊Minsai!
- シネナビ
- ひろしまぶちうま。
- HICAT学生特派員
- HICAT×TJ Hiroshima今月のイチオシ!
- 地域密着ワイドご当地テレビ（終了）
- 続・大ちゃんのあの町、この街演歌道（終了）
- 古往今来時空のカケラ
- こんな日はシネマ（終了）
- 花本マサミのざっくばらん（終了）
- ひろしまケーブルかわらばん
- らいおんかぶと
- GOOGOOグルメ!（終了）

## 電話サービス
- ケーブルプラス電話（ KDDIとの業務提携により提供する固定電話サービス）

## インターネットプロバイダー
中国電力グループだった2010年にエネルギア・コミュニケーションズと業務提携を結んでおり、番組配信を含めた「MEGA EGG」の各サービスを提供している。合併後のちゅピCOMにも提携関係は継承されている。